# Izvoru Crișului
Izvoru Crișului é uma comuna romena localizada no distrito de Cluj, na região histórica da Transilvânia. A comuna possui uma área de 38.86 km² e sua população era de 1628 habitantes segundo o censo de 2007.